# فهرست بیابان‌ها بر پایه مساحت
این نوشتار وسیع‌ترین بیابان‌های جهان را که مساحت‌شان بزرگتر از ۵۰٬۰۰۰ کیلومتر مربع (۱۹٬۳۰۰ مایل مربع) است فهرست می‌کند.
| رتبه | نام                 | نوع                 | نگاره | مساحت (km²) | مساحت (مایل مربع) | مکان                                                                                       |
| ---- | ------------------- | ------------------- | ----- | ----------- | ----------------- | ------------------------------------------------------------------------------------------ |
| ۱    | جنوبگان             | یخ‌زده قطبی و توندرا |       | 14,000,000  | ۵٬۵۰۰٬۰۰۰         | جنوبگان                                                                                    |
| ۲    | شمالگان             | یخ‌زده قطبی و توندرا |       | ۱۳٬۹۸۵٬۰۰۰  | ۵٬۴۰۰٬۰۰۰         | شمالگان (آلاسکا، کانادا، فنلاند، گرینلند، ایسلند، نروژ، روسیه و سوئد)                      |
| ۳    | صحرای بزرگ آفریقا   | جنب حارّه‌ای          |       | 9,000,000+  | ۳٬۳۰۰٬۰۰۰+        | آفریقای شمالی (الجزایر، چاد، مصر، اریتره، لیبی، مالی، موریتانی، مراکش، نیجر، سودان و تونس) |
| 4    | بیابان های استرالیا | جنب حارّه‌ای          |       | 2,700,000   | ۱٬۰۰۰٬۰۰۰         | استرالیا                                                                                   |
| ۵    | بیابان عربستان      | جنب حارّه‌ای          |       | 2,330,000   | ۹۰۰٬۰۰۰           | آسیای غربی (عراق، اردن، کویت، عمان، قطر، عربستان سعودی، امارات متحده عربی و یمن)           |
| ۶    | بیابان گبی          | زمستان سرد          |       | 1,295,000   | ۵۰۰٬۰۰۰           | آسیای مرکزی (چین ومغولستان)                                                                |
| ۷    | بیابان کالاهاری     | جنب حارّه‌ای          |       | 900,000     | ۳۶۰٬۰۰۰           | جنوب آفریقا (آنگولا، بوتسوانا، نامیبیا و آفریقای جنوبی)                                    |
| ۸    | بیابان پاتاگونیا    | زمستان سرد          |       | 620,000     | ۲۰۰٬۰۰۰           | آمریکای جنوبی (آرژانتین و شیلی)                                                            |
| ۹    | بیابان شام          | جنب حارّه‌ای          |       | 520,000     | ۲۰۰٬۰۰۰           | آسیای غربی (عراق، اردن، و سوریه)                                                           |
| 10   | گریت بیسین          | زمستان سرد          |       | 492,000     | ۱۹۰٬۰۰۰           | ایالات متحده آمریکا                                                                        |
| ۱۱   | بیابان چی‌واوا       | جنب حارّه‌ای          |       | 450,000     | ۱۷۵٬۰۰۰           | آمریکای شمالی (مکزیک و ایالات متحده آمریکا)                                                |
| ۱۲   | بیابان قره‌قوم       | زمستان سرد          |       | 350,000     | ۱۳۵٬۰۰۰           | ترکمنستان                                                                                  |
| ۱۳   | فلات کلرادو         | زمستان سرد          |       | 337,000     | ۱۳۰٬۰۰۰           | ایالات متحده آمریکا                                                                        |
| ۱۴   | بیابان سونورا       | جنب حارّه‌ای          |       | 310,000     | ۱۲۰٬۰۰۰           | آمریکای شمالی (مکزیک و ایالات متحده آمریکا)                                                |
| ۱۵   | قزل‌قوم              | زمستان سرد          |       | 300,000     | ۱۱۵٬۰۰۰           | آسیای مرکزی (قزاقستان، ترکمنستان و ازبکستان)                                               |
| ۱۶   | تکله‌مکان            | زمستان سرد          |       | 270,000     | ۱۰۵٬۰۰۰           | چین                                                                                        |
| ۱۷   | بیابان تار          | جنب حارّه‌ای          |       | 200,000     | ۷۷٬۰۰۰            | آسیای جنوبی (هند و پاکستان)                                                                |
| ۱۸   | دشت مارگو           | Subtropical         |       | 150,000     | ۵۸٬۰۰۰            | افغانستان                                                                                  |
| ۱۹   | ریگستان (بیابان)    | Subtropical         |       | 146,000     | ۵۶٬۴۰۰            | افغانستان                                                                                  |
| ۲۰   | بیابان آتاکاما      | Mild Coastal        |       | 140,000     | ۵۴٬۰۰۰            | آمریکای جنوبی (شیلی و پرو)                                                                 |
| ۲۱   | بیابان موهاوی       | جنب حارّه‌ای          |       | 124,000     | ۴۸٬۰۰۰            | ایالات متحده آمریکا                                                                        |
| 22   | کلمبیا بیسن         | زمستان سرد          |       | 83,100      | ۳۲٬۱۰۰            | ایالات متحده آمریکا                                                                        |
| ۲۳   | بیابان نامیب        | Cool Coastal        |       | 81,000      | ۳۱٬۰۰۰            | جنوب آفریقا (آنگولا و نامیبیا)                                                             |
| ۲۴   | دشت کویر            | جنب حارّه‌ای          |       | 77,000      | ۳۰٬۰۰۰            | ایران                                                                                      |
| ۲۵   | دشت لوت             | جنب حارّه‌ای          |       | 52,000      | ۲۰٬۱۰۰            | ایران                                                                                      |